# Horace Parlan
Horace Parlan (19. ledna 1931 Pittsburgh – 23. února 2017 Korsør, Dánsko) byl americký jazzový klavírista.
Od počátku padesátých let hrál v různých R&B a v roce 1957 s Charlesem Mingusem. Své první album jako leader nazvané Movin' & Groovin' vydal v roce 1960 na značce Blue Note Records. Počátkem sedmdesátých let se usadil v Dánsku. V roce 2000 byl oceněn cenou Bena Webstera udělované dánským a americkým hudebníkům. Během své kariéry spolupracoval s řadou dalších hudebníků, mezi které patří Archie Shepp, Lou Donaldson, Eddie „Lockjaw“ Davis, Gene Ammons nebo Stanley Turrentine.